# Stolwijk
Stolwijk est le chef-lieu de la commune néerlandaise de Krimpenerwaard, dans la province de la Hollande-Méridionale. Le 1er janvier 2006, le village comptait 5 032 habitants.

## Histoire
Stolwijk a été une commune indépendante jusqu'au 1er janvier 1985, date de son rattachement à Vlist.

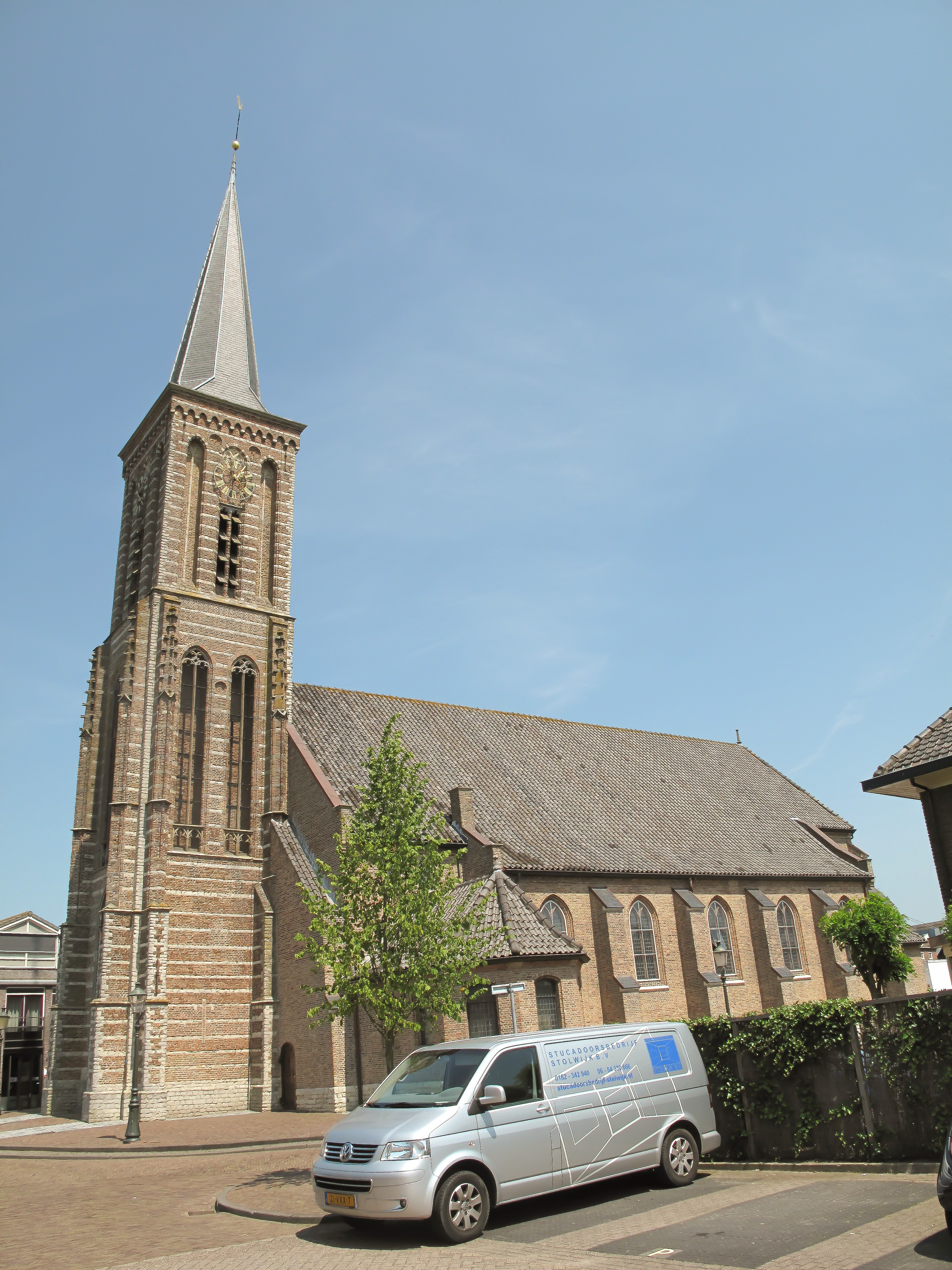
Stolwijk, église protestante
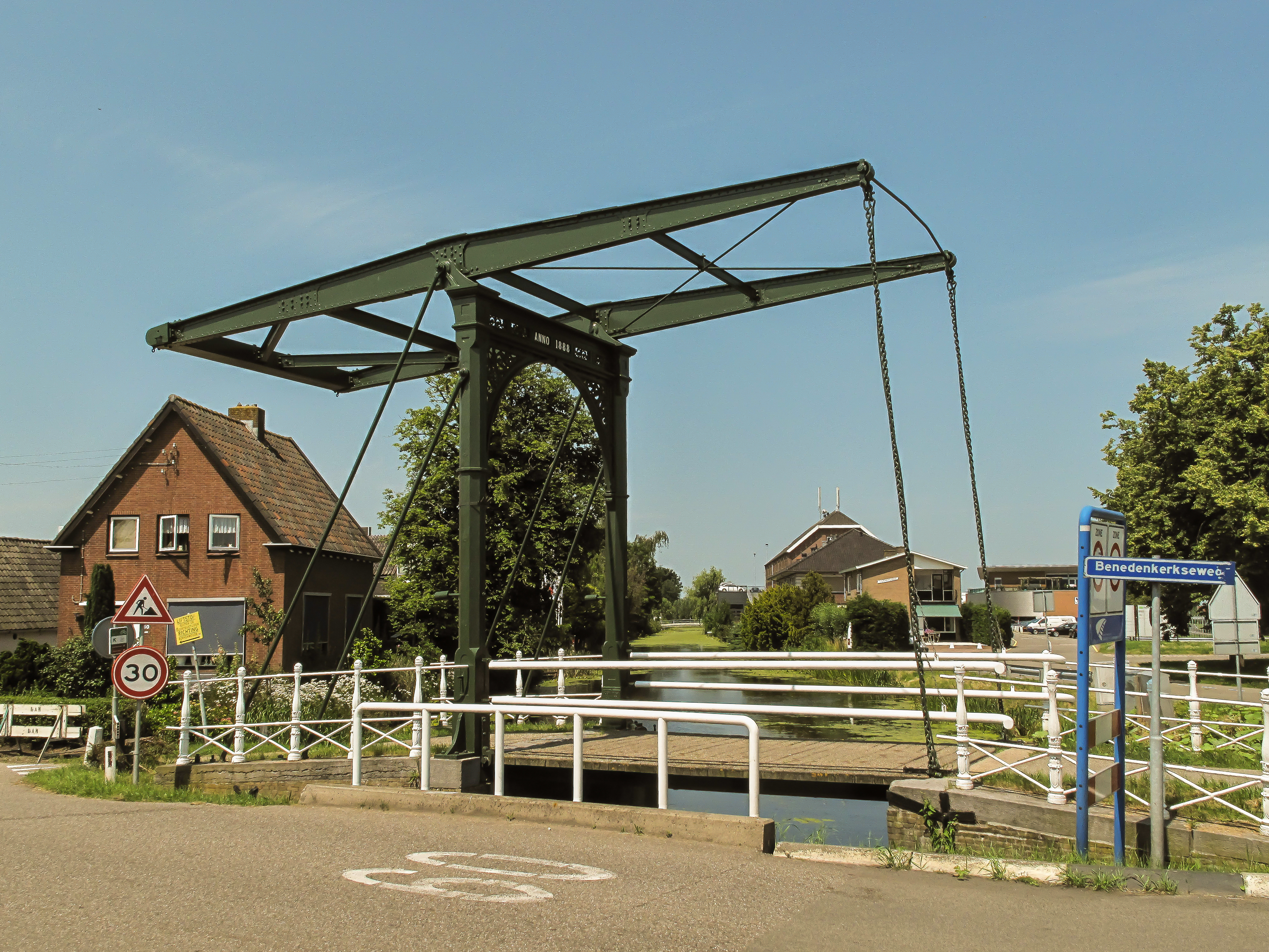
Stolwijk, pont verkeersbrug noordelijk
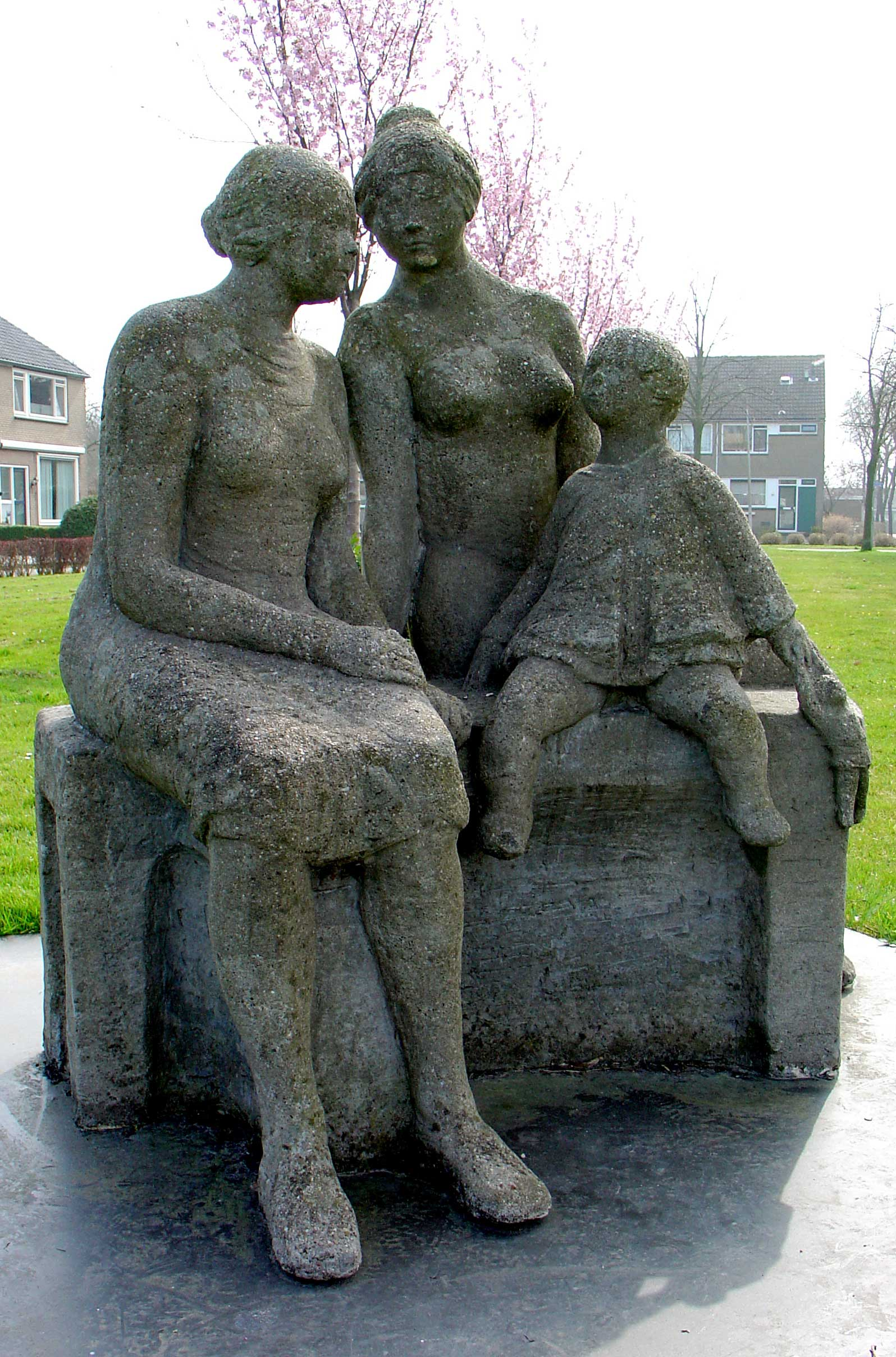
Trois générations, Ineke van Dijk (nl)